# Ron Newman
Ronald Vernon Newman (ur. 19 stycznia 1936 w Farehamie, zm. 27 sierpnia 2018) – angielski piłkarz grający na pozycji pomocnika, trener amerykańskich klubów.

## Kariera piłkarska
Urodził się niedaleko Portsmouth. Karierę piłkarską rozpoczął w Woking F.C., następnie grał w Portsmouth, Leyton Orient, Crystal Palace i Gillingham. W 1967 roku wyjechał do Stanów Zjednoczonych, aby grać w Atlanta Chiefs występującej w NPSL, gdzie został wybrany do jedenastki ligi w tym samym roku. W 1968 roku został zawodnikiem Dallas Tornado, w którym występował do 1974 roku. Karierę piłkarską zakończył w 1979 roku w Fort Lauderdale Strikers.

## Kariera trenerska
Karierę trenerską rozpoczął w 1968 roku jako asystent trenera w Dallas Tornado kontynuując jednocześnie karierę piłkarską. Rok później, w 1969 roku został pierwszym trenerem tego zespołu, którym był do 1975 roku. W czasie pobytu w Dallas Ron Newman sięgnął po mistrzostwo USA w sezonie 1971 oraz był w tym samym roku wybrany najlepszym trenerem NASL.
W 1976 roku trenował Los Angeles Skyhawks występującej w ASL, z którym w tym samym roku wygrał ligę oraz został wybrany najlepszym trenerem ligi ASL, będąc tym samym jedynym trenerem, który ma w swoim dorobku tytuły mistrzowskie NASL i ASL. W 1977 roku wrócił do NASL, gdzie w latach 1977–1979 trenował Fort Lauderdale Strikers, a w czasie pobytu w tym klubie został wybrany najlepszym trenerem NASL w 1977 roku.
W lipcu 1980 roku został trenerem San Diego Sockers, którym był aż do 1993 roku. Z tym klubem święcił jego największe sukcesy w halowej piłce nożnej. Był dwukrotnym halowym mistrzem USA: w 1982 i 1984 roku oraz osiem razy wygrywał rozgrywki MISL. W 1984 roku został wybrany najlepszym trenerem w edycji 1984 (ostatniej edycji NASL w historii)
W 1995 roku została założona liga MLS, a Ron Newman został pierwszym trenerem zatrudnionym przez klub MLS – Kansas City Wizards. Z The Wizards wygrał w 1997 roku Wschodnią Dywizję. Ron Newman na emeryturę przeszedł w 1999 roku mając ze sobą trenerski rekord wszech czasów (753 zwycięstwa – 296 remisów – 27 porażek).
Został wprowadzony do National Soccer Hall of Fame (Galeria Sław Piłki Nożnej w USA) w 1992 roku. Został wprowadzony do Dallas Walk of Fame w 2006 roku. Został również powołany do San Diego Hall of Champions, jak również do Atlanta Soccer Hall of Fame. Trofeum za zwycięstwo w PASL zostało nazwane imieniem Rona Newmana – Ron Newman Cup po tym, jak został uhonorowany przez San Diego Sockers za zasługi dla tego klubu 7 stycznia 2012.

## Życie prywatne
Był żonaty, miał syna Guya. Ron Newman trenował swojego syna podczas pobytu w Fort Lauderdale Strikers, Miami Americans i San Diego Sockers. Guy Newman pracował w sztabie szkoleniowym swojego ojca, gdy ten był trenerem San Diego Sockers i Kansas City Wizards.

## Osiągnięcia

### Jako piłkarz
Leyton Orient
- awans do I ligi angielskiej: 1962

Dallas Tornado
- Mistrz USA: 1971

### Jako trener
Dallas Tornado
- Halowy mistrz USA: 1971

Los Angeles Skyhawks
- Mistrz ALS: 1976

San Diego Sockers
- Halowy USA: 1982, 1984
- Mistrz MISL: 1983, 1985–1986, 1988–1992

### Indywidualne
- Jedenastka NPSL: 1967
- Trener Roku w NASL: 1971, 1977, 1984
- Trener roku w ALS: 1976